# Hygropoda macropus
Hygropoda macropus là một loài nhện trong họ Pisauridae.
Loài này thuộc chi Hygropoda. Hygropoda macropus được Mary Agard Pocock miêu tả năm 1897.